# サンブーカ・コン・モスカ
サンブーカ・コン・モスカ（Sambuca con mosca）とは、リキュールをベース（基酒）とした、ロングドリンクに分類されるカクテルである。

## 標準的なレシピ
- サンブーカ ＝ リキュール・グラス（容量30ml程度）1杯分
- 焙煎済みのコーヒー豆 ＝ 3粒

### 作り方
リキュール・グラス（容量30ml程度）にサンブーカを注ぎ、そこに焙煎済みのコーヒー豆を浮かべる。そしてここに着火し、20秒程度炎を立てておき、何かでグラスを覆うなどして消火すれば完成である。

### 安全上の注意
- 火を扱うので、それ相応の注意を払う必要がある。
- 使用するグラスに傷があると、炎の熱が原因でグラスが割れる恐れがあるため[1]、そのようなグラスは使用しない。
- 消火してすぐに飲むとグラスの縁が熱くなっており[2]、場合によっては火傷する恐れがある。したがって、火を消してからすぐに飲むのではなく、少し冷ましてから飲むことが、飲用に当っての注意点として挙げられる。

### 備考
- このカクテルに使用されるのは無色透明なサンブーカだが、この無色透明なサンブーカには幾つもの銘柄が存在する。しかし、別にどの銘柄を使用しなければならないといったことはなく、飲む人の好みで決めて構わない。
- サンブーカに浮かべる焙煎済みのコーヒー豆の数は、飲む人の好みによって変えることもあり、例えば、上記の標準的なレシピと同じくリキュール・グラスを指定して（グラスの容量が同じで）ありながら、コーヒー豆の数は3〜5粒とする書籍も存在する[3]。
- グラスはリキュール・グラスではなく、ショット・グラスを用いる場合もある[4]。
- マッチを使って火を付ける場合もあるが、この場合は硫黄臭が酒に移ってしまうという問題がある[1]。ここで普通のライターを使って火を付けると、手を火傷する可能性がある。ノズル付きのライターを使うと安全であるのと同時に、マッチを使った場合の硫黄臭が付かなくて済む。
- コーヒー豆を噛みながら飲んでも構わない[4]。

## 解説
サンブーカ・コン・モスカは、「標準的なレシピ」にあるように、サンブーカ以外の飲料は使用されないカクテルである。このカクテルはサンブーカの有名な飲み方の1つとして広く知られていて、近年、この飲み方は世界的に行われている

。
ところで、サンブーカはイタリア特産のリキュールとして知られているが

、カクテル名のSambuca con mosca（サンブーカ・コン・モスカ）というのもイタリア語であり

、これを日本語に訳すと「ハエが付いたサンブーカ」または「ハエが止まったサンブーカ」といった意味となる。リキュール・グラスの中のサンブーカには、焙煎済みで黒っぽくなったコーヒー豆そのものが浮かべられているわけだが、このコーヒー豆をハエに見立ててcon mosca、英語に直すと「with fly」、日本語に直すと「ハエ付き」という名称が付けられているわけである。なお、サンブーカ・コン・モスカは、文学作品にも登場していることで知られている

。

## 主な参考文献
- 福西 英三 『カクテルズ』 ナツメ社 1996年9月1日発行 ISBN 4-8163-1744-9
- 福西 英三 『リキュールブック』 柴田書店 1997年7月1日発行 ISBN 4-388-05803-3
- 花崎 一夫 監修 『ザ・ベスト・カクテル』（改訂新版） 永岡書店 1997年7月10日発行 ISBN 4-522-21283-6
- 花崎 一夫 監修 『カクテルハンドブック』（ニューセレクション132） 永岡書店 1997年11月10日発行 ISBN 4-522-31073-0
- 福西 英三、花崎 一夫、山崎 正信 『新版 バーテンダーズマニュアル』 柴田書店 1995年10月31日発行 ISBN 4-388-05765-7